# Actinernus michaelsarsi
Actinernus michaelsarsi är en havsanemonart som beskrevs av Oscar Henrik Carlgren 1918. Actinernus michaelsarsi ingår i släktet Actinernus och familjen Actinernidae. Inga underarter finns listade i Catalogue of Life.